# Teófilo Soares Gomes
Teófilo Soares Gomes (Antonina, 16 de fevereiro de 1854 — Curitiba, 26 de abril de 1935) foi um político brasileiro.
Foi governador do Paraná, de 1 a 21 de janeiro de 1894.